# Niccolò Balbani
Niccolò Balbani (Lucca, 27 settembre 1522 – Ginevra, 3 agosto 1587) è stato un teologo italiano.
Convertito al calvinismo, lasciò l'Italia stabilendosi a Ginevra, dove divenne pastore della Chiesa riformata italiana.

## Biografia
Nacque nella numerosa famiglia di Lucrezia Sbarra e di Agostino Balbani, un mercante lucchese che si era convertito al protestantesimo. Alla morte del padre, avvenuta nel 1536, i suoi dieci figli furono affidati al fratello Francesco, che fece continuare i primi studi di Niccolò a Lucca e poi lo mandò a Bologna per seguirvi i corsi di diritto. Passò poi a Padova e infine a Ferrara, dove si laureò in utroque iure il 3 agosto 1547.
Tornato a Lucca, nel 1548 vi sposò Lucrezía Montecatini, che gli diede tre figlie, e ottenne dalla Repubblica incarichi pubblici: fu rettore delle scuole e fece parte del Consiglio generale. Morta la moglie nel 1555 e una delle figlie poco dopo, nel maggio del 1556, affidata ai parenti l'ultima nata Angiola, si trasferì a Lione con la figlia Filippa (1552-1618) unendosi alla comunità ugonotta e svolgendovi attività di predicatore.
L'anno seguente Balbani era a Ginevra, dove ottenne la cittadinanza e sposò Vittoria da Thiene, figlia di un altro italiano esule per motivi di religione, dalla quale ebbe cinque figlie. Il 25 maggio 1561 fu nominato pastore della comunità riformata italiana. Le autorità di Lucca gli intimarono di presentarsi in città per esservi processato come eretico: al suo rifiuto, nel 1562 gli furono sequestrati i beni e nel 1566 fu bandito dai territori della Repubblica.
Nel 1564 fu pubblicato a Ginevra il suo primo scritto, il Trattato primo delle risposte fatte ad un libretto di messer Antonio Possevino della Messa, indirizzato contro il Trattato del Santissimo Sacrificio dell'Altare detto Messa, del gesuita Antonio Possevino, apparso l'anno prima a Lione. La messa, secondo Balbani, non è stata istituita da Cristo, né è un rito di cui si possa leggere nell'Antico Testamento. Pertanto, rappresentando la messa un sacrificio, essa è un sacrificio vano, come quelli che un tempo facevano i pagani e, come scrive Paolo, le cose che i gentili sacrificano, le sacrificano ai demoni e non a Dio. Analoghe sono le considerazioni del suo scritto immediatamente successivo, i Due sermoni fatti nel tempo che si celebra la Santa Cena del Signore, dove Balbani confuta il valore della messa basandosi sull'autorità di due lettere paoline, la Lettera agli Ebrei e la Lettera agli Efesini.
Un secondo scritto del Balbani contro il Possevino è Del trattato secondo contra il Possevino, del 1565, cui il gesuita italiano o un suo sodale rispose l'anno seguente con la Risposta a Pietro Vireto, a Nicolo Balbani, et a due altri heretici, i quali hanno scritto contra il Trattato della Messa.
Del 1566 è la sua traduzione in italiano del Catechismo di Calvino, commentata e preceduta da una sua introduzione A' fedeli della Italia. L'epistola introduttiva del Balbani è un'esortazione agli evangelici italiani di non perdere la speranza. Nelle condizioni di persecuzione in cui sono soggetti i riformati in Italia, è necessario ritirarsi per il momento nel segreto delle proprie case, finché non giunga finalmente il momento di poter professare apertamente e liberamente la propria fede, e questo possibile quando i prìncipi si libereranno dalla soggezione della Chiesa romana. Intanto, per evitare che nelle comunità evangeliche si diffondano «diverse opinioni e dottrine strane», bisogna che esse sottoscrivano una confessione di fede, quale viene riassunta nel Catechismo di Calvino.
Nel 1567 Niccolò sposò la figlia Filippa con un altro emigrato italiano, Ferdinando Puerari e il matrimonio fu turbato da un incidente, le invettive che il focoso medico lucchese Simone Simoni indirizzò contro il Balbani. Il Simoni pagò i suoi eccessi con l'allontanamento dalla cattedra di filosofia naturale tenuta all'Accademia di Ginevra.
Degna di nota è la lettera che Francesco Pucci, un dissidente religioso che finirà la sua vita al rogo in Roma, gli indirizzò nel 1578, sostenendo la tesi pelagiana della naturale bontà dell'uomo per il quale la salvezza si ottiene abbandonandosi con fiducia all'amore che Dio a tutti gli uomini, indipendentemente dalle loro confessioni religiose.
Il 21 giugno 1582 morì la moglie Vittoria e Balbani si risposò con un'anziana vedova, Angela Cenami (1519-1597), nel 1586, anno della morte del suo grande amico Galeazzo Caracciolo, il marchese di Vico emigrato a Ginevra religionis causa nel 1551. Il Balbani iniziò a scriverne una biografia che, pubblicata l'anno dopo, ebbe larga diffusione e fu tradotta in latino, in francese, in inglese e in tedesco. Quattro mesi dopo la sua pubblicazione, anche Balbani moriva a Ginevra.
Anche il fratello Turco Balbani (1526-1564) dovette rifugiarsi a Ginevra nel 1557 con la moglie Isabetta Micheli e il figlio Cesare (1556-1621), che nella città svizzera sposò Renea Burlamacchi, figlia di Michele Burlamacchi, svolse l'attività di banchiere e fu anche diacono della chiesa riformata italiana.

## Opere
- Trattato primo delle risposte fatte ad un libretto di messer Antonio Possevino della Messa. Nel quale con le parole di Dio si mostra che il sacrificio della Messa è una inventione degli huomini et una horrenda idolatria, Ginevra, Oliviero Fordrino, 1564
- Due sermoni fatti nel tempo che si celebra la Santa Cena del Signore. Il primo supra 'l decimo capo dell'Epistola a gli Hebrei cominciando dal versetto undecimo infin al vigesimo quarto. Il secondo sopra 'l quarto capo dell'Epistola a gli Efesi cominciando dal versetto undecimo infin al decimo settimo, Ginevra, Oliviero Fordrino, 1564
- Del sacrificio dell'altare trattati due tra se contrari, divisi, l'uno, che è d'Antonio Possevino, in proposte: l'altro, che è d'uno scholare fidele, in risposte, o Del trattato secondo contra il Possevino, s.i.l., 1565
- Il Catechismo di messer Giovan Calvino con una brieve dichiaratione et allegatione delle autorità della Santa Scrittura, e con un brieve sommario di quella dottrina che si crede sotto il Papato, Ginevra, Giovan Battista Pinerolio, 1566
- Historia della vita di Galeazzo Caracciolo chiamato il Signor Marchese nella quale si contiene un raro e singolare essempio di costanza e di perseveranza nella pietà e nella vera religione, Ginevra, 1587